# Cifoză
Cifoza (din greacă kyphosis = cocoașă) este o deformare a coloanei vertebrale în plan sagital prin curbarea antero-posterioară a acesteia cu concavitatea anterior și convexitatea posterior. Poate interesa diferite segmente ale coloanei vertebrale, dar este mai frecvent localizată în regiunea dorsolombară. Dacă cifoza este foarte accentuată se formează o proeminență în plan sagital numită gibozitate (gibus). O cifoză fixă cu un grad mai mic poate fi echilibrată de o lordoză (curbură spre interior) într-o altă zonă a coloanei vertebrale.
Cifoza poate fi fiziologică și tranzitorie la sugar în primele luni de viață și patologică provocată de multiple cauze, congenitale sau dobândite. Formele etiologice ale cifozei patologice sunt  cifoza posturală,  cifoza Scheuermann (din maladia Scheuermann), cifoza congenitală,  cifoza traumatică (cifoza post-traumatică), cifoza de origine infecțioasă, cifoza de origine tumorală, cifoza din neurofibromatoză, cifoza prin afectarea liniilor tisulare mezenchimatoase, cifoza iatrogenă. Tratamentul depinde de cauză și include fizioterapia, purtarea de corsete speciale și, în cazurile severe, osteotomia.